# Anthurium wendlingeri
Anthurium wendlingeri är en kallaväxtart som beskrevs av Graziela Maciel Barroso. Anthurium wendlingeri ingår i släktet Anthurium och familjen kallaväxter. Inga underarter finns listade.